# Liste des équipes continentales en 2021
Cet article liste les équipes continentales de cyclisme sur route en 2021 et reconnue par l'Union cycliste internationale.

## Liste des équipes

### Équipes africaines
| Équipes continentales africaines         | Équipes continentales africaines | Équipes continentales africaines |
| Nom de l'équipe                          | Pays                             | Code                             |
| ---------------------------------------- | -------------------------------- | -------------------------------- |
| ProTouch                                 | Afrique du Sud                   | PRO                              |
| Sidi Ali-Kinetik Sports Pro Cycling Team | Maroc                            | SKT                              |
| Benediction Ignite                       | Rwanda                           | BIG                              |
| SKOL Adrien Cycling Academy              | Rwanda                           | SAC                              |

### Équipes américaines
| Équipes continentales américaines           | Équipes continentales américaines | Équipes continentales américaines |
| Nom de l'équipe                             | Pays                              | Code                              |
| ------------------------------------------- | --------------------------------- | --------------------------------- |
| Electro Hiper Europa                        | Argentine                         | EHE                               |
| Equipo Continental Municipalidad De Pocito  | Argentine                         | EMP                               |
| Equipo Continental San Luis                 | Argentine                         | CSL                               |
| Sindicato de Empleados Públicos de San Juan | Argentine                         | SEP                               |
| Pio Rico Cycling Team                       | Bolivie                           | PRC                               |
| XSpeed United Continental                   | Canada                            | XSU                               |
| Yoeleo Test Team p/b 4Mind                  | Canada                            | Y4M                               |
| Colnago CM Team                             | Colombie                          | CCM                               |
| Team Medellin                               | Colombie                          | MED                               |
| Best PC Ecuador                             | Équateur                          | BES                               |
| Aevolo                                      | États-Unis                        | AEV                               |
| Elevate-Webiplex Pro Cycling                | États-Unis                        | ELV                               |
| Hagens Berman Axeon                         | États-Unis                        | HBA                               |
| L39ION of Los Angeles                       | États-Unis                        | LLA                               |
| Team Illuminate                             | États-Unis                        | ILU                               |
| Team Novo Nordisk Development               | États-Unis                        | TND                               |
| Team Skyline                                | États-Unis                        | TSL                               |
| Wildlife Generation Pro Cycling             | États-Unis                        | WGC                               |
| Canel's-ZeroUno                             | Mexique                           | CAZ                               |
| Panamá es Cultura y Valores                 | Panama                            | PCV                               |
| Massi Vivo-Conecta                          | Paraguay                          | MVC                               |
| Gios                                        | Venezuela                         | GIS                               |
| Start Cycling Team                          | Venezuela                         | STF                               |

### Équipes asiatiques
| Équipes continentales asiatiques             | Équipes continentales asiatiques | Équipes continentales asiatiques |
| Nom de l'équipe                              | Pays                             | Code                             |
| -------------------------------------------- | -------------------------------- | -------------------------------- |
| Bahrain Cycling Academy                      | Bahreïn                          | BCA                              |
| Cambodia Cycling Academy                     | Cambodge                         | CCA                              |
| CFC Continental Team                         | Chine                            | CFC                              |
| China Continental Team of Gansu Bank         | Chine                            | GCB                              |
| China Huajian Cycling Team                   | Chine                            | CHJ                              |
| Giant Cycling Team                           | Chine                            | MSS                              |
| Hengxiang Cycling Team                       | Chine                            | HEN                              |
| Li Ning Star Cycling Team                    | Chine                            | LNS                              |
| Ningxia Sports Lottery Continental Team      | Chine                            | NLC                              |
| Pardus Cycling Team                          | Chine                            | PDS                              |
| Shenzhen Xidesheng Cycling Team              | Chine                            | XDS                              |
| Taiyuan Miogee Cycling Team                  | Chine                            | TMC                              |
| Tianyoude Hotel Cycling Team                 | Chine                            | TYD                              |
| Gapyeong Cycling Team                        | Corée du Sud                     | GPC                              |
| Geumsan Insam Cello                          | Corée du Sud                     | GIC                              |
| Korail Cycling Team                          | Corée du Sud                     | KCT                              |
| KSPO Professional                            | Corée du Sud                     | KSP                              |
| LX Cycling Team                              | Corée du Sud                     | LXC                              |
| Seoul Cycling Team                           | Corée du Sud                     | SCT                              |
| Uijeongbu Cycling Team                       | Corée du Sud                     | UCT                              |
| HKSI Pro Cycling Team                        | Hong Kong                        | HKS                              |
| KFC Cycling Team                             | Indonésie                        | KFC                              |
| Mula                                         | Indonésie                        | MLA                              |
| Roojai.com Cycling Team                      | Indonésie                        | RJC                              |
| Iraq Cycling Project                         | Irak                             | ICP                              |
| Azad University Team                         | Iran                             | UAT                              |
| Foolad Mobarakeh Sepahan                     | Iran                             | FSC                              |
| Aisan Racing Team                            | Japon                            | AIS                              |
| Kinan Cycling Team                           | Japon                            | KIN                              |
| Matrix-Powertag                              | Japon                            | MTR                              |
| Nasu Blasen                                  | Japon                            | NAS                              |
| Shimano Racing Team                          | Japon                            | SMN                              |
| Team Bridgestone Cycling                     | Japon                            | BGT                              |
| Team Ukyo Sagamihara                         | Japon                            | UKO                              |
| Utsunomiya Blitzen                           | Japon                            | BLZ                              |
| Almaty Cycling Team                          | Kazakhstan                       | ALT                              |
| Vino-Astana Motors                           | Kazakhstan                       | VAM                              |
| Kuwait Pro Cycling Team                      | Koweït                           | KPT                              |
| Sweet Nice Continental                       | Malaisie                         | SNC                              |
| Team Sapura Cycling                          | Malaisie                         | TSC                              |
| Terengganu Cycling Team                      | Malaisie                         | TSG                              |
| 7Eleven Cliqq-Air 21 by Roadbike Philippines | Philippines                      | 7RP                              |
| Go for Gold Philippines                      | Philippines                      | G4G                              |
| Meiyo CCN Pro Cycling                        | Taipei chinois                   | MPC                              |
| Thailand Continental Cycling Team            | Thaïlande                        | TCC                              |

### Équipes européennes
| Équipes continentales européennes          | Équipes continentales européennes | Équipes continentales européennes |
| Nom de l'équipe                            | Pays                              | Code                              |
| ------------------------------------------ | --------------------------------- | --------------------------------- |
| Bike Aid                                   | Allemagne                         | BAI                               |
| Development Team DSM                       | Allemagne                         | DDS                               |
| Maloja Pushbikers                          | Allemagne                         | PBS                               |
| P&S Metalltechnik                          | Allemagne                         | PUS                               |
| Rad-net Rose Team                          | Allemagne                         | RNR                               |
| Team Dauner-Akkon                          | Allemagne                         | TDA                               |
| Team Lotto-Kern-Haus                       | Allemagne                         | LKH                               |
| Team SKS Sauerland NRW                     | Allemagne                         | SVL                               |
| Hrinkow Advarics Cycleang                  | Autriche                          | HAC                               |
| Team Felbermayr Simplon Wels               | Autriche                          | RSW                               |
| Team Vorarlberg                            | Autriche                          | VBG                               |
| Tirol KTM Cycling Team                     | Autriche                          | TIR                               |
| Union Raiffeisen Radteam Tirol             | Autriche                          | URT                               |
| WSA KTM Graz                               | Autriche                          | WSA                               |
| Alpecin-Fenix Development Team             | Belgique                          | AFD                               |
| Bingoal Pauwels Sauces WB Development Team | Belgique                          | WBD                               |
| Tarteletto-Isorex                          | Belgique                          | TIS                               |
| BelAZ                                      | Biélorussie                       | BAZ                               |
| Ferei-CCN                                  | Biélorussie                       | FCT                               |
| Minsk Cycling Club                         | Biélorussie                       | MCC                               |
| Meridiana Kamen Team                       | Croatie                           | MKT                               |
| BHS-PL Beton Bornholm                      | Danemark                          | BPC                               |
| Restaurant Suri Carl Ras                   | Danemark                          | SCC                               |
| Riwal Cycling Team                         | Danemark                          | RIW                               |
| Team ColoQuick                             | Danemark                          | TCQ                               |
| Ampler Development Team                    | Estonie                           | ADT                               |
| Groupama-FDJ Continental                   | France                            | CGF                               |
| Saint Michel-Auber 93                      | France                            | AUB                               |
| Xelliss-Roubaix Lille Métropole            | France                            | XRL                               |
| Canyon dhb SunGod                          | Grande-Bretagne                   | DHB                               |
| Ribble Weldtite Pro Cycling                | Grande-Bretagne                   | RWC                               |
| Saint Piran                                | Grande-Bretagne                   | SPC                               |
| SwiftCarbon Pro Cycling                    | Grande-Bretagne                   | SCB                               |
| Trinity Racing                             | Grande-Bretagne                   | TRI                               |
| EvoPro Racing                              | Irlande                           | EVO                               |
| Israel Cycling Academy                     | Israël                            | ICA                               |
| Beltrami TSA-Tre Colli                     | Italie                            | BTC                               |
| D'Amico UM Tools                           | Italie                            | AZT                               |
| Cycling Team Friuli ASD                    | Italie                            | CTF                               |
| General Store-F.Lli Curia-Essegibi         | Italie                            | GEF                               |
| Iseo-Rime-Carnovali                        | Italie                            | IRC                               |
| MG.K Vis VPM                               | Italie                            | MGK                               |
| Team Colpack Ballan                        | Italie                            | CPK                               |
| Team Qhubeka                               | Italie                            | T4Q                               |
| Work Service-Marchiol-Dynatek              | Italie                            | IWM                               |
| Zalf Euromobil Fior                        | Italie                            | ZEF                               |
| Leopard Pro Cycling                        | Luxembourg                        | LPC                               |
| Team Coop                                  | Norvège                           | TCO                               |
| Uno-X Dare Development Team                | Norvège                           | UDT                               |
| À Bloc CT                                  | Pays-Bas                          | ABC                               |
| BEAT Cycling                               | Pays-Bas                          | BCY                               |
| Jumbo-Visma Development Team               | Pays-Bas                          | JVD                               |
| Metec-Solarwatt p/b Mantel                 | Pays-Bas                          | MET                               |
| SEG Racing Academy                         | Pays-Bas                          | SEG                               |
| VolkerWessels Cycling Team                 | Pays-Bas                          | VWE                               |
| HRE Mazowsze Serce Polski                  | Pologne                           | MSP                               |
| Voster ATS Team                            | Pologne                           | VOS                               |
| Antarte-Feirense                           | Portugal                          | CDF                               |
| Atum General-Tavira-Maria Nova Hotel       | Portugal                          | ATM                               |
| Efapel                                     | Portugal                          | EFP                               |
| Kelly-Simoldes-UDO                         | Portugal                          | KSU                               |
| LA Alumínios-LA Sport                      | Portugal                          | LAA                               |
| Louletano-Loulé Concelho                   | Portugal                          | LLC                               |
| Radio Popular-Boavista                     | Portugal                          | RPB                               |
| Tavfer-Measindot-Mortágua                  | Portugal                          | TAV                               |
| W52-FC Porto                               | Portugal                          | W52                               |
| Giotti Victoria Savini Due                 | Roumanie                          | GTS                               |
| Lokosphinx                                 | Russie                            | LOK                               |
| A.R. Monex Pro Cycling Team                | Saint-Marin                       | AMX                               |
| Cycling Academy Trenčín                    | Slovaquie                         | CAT                               |
| Dukla Banská Bystrica                      | Slovaquie                         | DKB                               |
| Adria Mobil                                | Slovénie                          | ADR                               |
| Ljubljana Gusto Santic                     | Slovénie                          | LGS                               |
| Nippo-Provence-PTS Conti                   | Suisse                            | NIP                               |
| Swiss Racing Academy                       | Suisse                            | SRA                               |
| Elkov-Kasper                               | Tchéquie                          | EKA                               |
| Topforex ATT Investments Pro Cycling Team  | Tchéquie                          | TFA                               |
| Tufo-Pardus Prostějov                      | Tchéquie                          | SKC                               |
| Salcano Sakarya BB                         | Turquie                           | SBB                               |
| Spor Toto Cycling Team                     | Turquie                           | STC                               |
| Amore & Vita                               | Ukraine                           | AMO                               |
| Eurocar Grawe Ukraine                      | Ukraine                           | EGU                               |
| Lviv Cycling Team                          | Ukraine                           | LCT                               |

### Équipes océaniennes
| Équipes continentales océaniennes  | Équipes continentales océaniennes | Équipes continentales océaniennes |
| Nom de l'équipe                    | Pays                              | Code                              |
| ---------------------------------- | --------------------------------- | --------------------------------- |
| ARA Pro Racing Sunshine Coast      | Australie                         | ACA                               |
| Nero Continental                   | Australie                         | NER                               |
| St George Continental Cycling Team | Australie                         | STG                               |
| Team BridgeLane                    | Australie                         | BLN                               |
| EuroCyclingTrips-CMI Pro Cycling   | Guam                              | CMI                               |
| Black Spoke Pro Cycling            | Nouvelle-Zélande                  | BSC                               |
| Global 6 Cycling                   | Nouvelle-Zélande                  | GLC                               |